# Súperliga Femenina de Ecuador 2022
La Súperliga Ecuatoriana de Fútbol Femenino 2022, llamada oficialmente Súperliga Ecuatoriana de Fútbol Femenino DirecTV 2022, denominada también como Súperliga Femenina DirecTV 2022 por motivos de patrocinio, fue la cuarta edición de la Súperliga Femenina, el cual es el campeonato de primera división del fútbol femenino ecuatoriano. El torneo fue organizado por la Federación Ecuatoriana de Fútbol.

## Sistema de competición
El campeonato estuvo conformado por dos etapas:
En la primera etapa, los 16 equipos participantes fueron divididos en 2 grupos de 8 equipos cada uno de acuerdo al sorteo realizado por la FEF, jugando bajo el sistema de todos contra todos en partidos de ida y vuelta. Los 4 mejores ubicados de cada grupo clasificarán a la segunda etapa.
En la segunda etapa, los 8 equipos clasificados de la etapa anterior serán emparejados en 4 llaves, jugando cuartos, semifinal y final bajo el sistema de eliminación directa en partidos de ida y vuelta, decidiendo de esta manera al campeón del torneo.

Los cuartos de final se jugaron de la siguiente manera:
1.° Grupo A vs. 4.° Grupo B
2.° Grupo B vs. 3.° Grupo A
1.° Grupo B vs. 4.° Grupo A
2.° Grupo A vs. 3.° Grupo B
Los mejores ubicados en la tabla general de la primera etapa jugaron de local los partidos de vuelta en sus respectivas llaves.

### Clasificación a torneos internacionales
El campeón y subcampeón clasificaron a la Copa Libertadores Femenina 2022 como Ecuador 1 y Ecuador 2 respectivamente.

### Sistema de descenso
Los 4 peores ubicados en la tabla general de la primera etapa descendieron al Ascenso Nacional Femenino de 2023.

## Relevo anual de clubes
| Pos. | Ascendidos a la Superliga                                     |
| ---- | ------------------------------------------------------------- |
| 1.ª  | Deportivo Ibarra (Campeón de la Ascenso Nacional 2021)        |
| 2.ª  | Universidad Católica (Subcampeón de la Ascenso Nacional 2021) |

| Pos. | Descendidos al Ascenso Nacional Femenino                        |
| ---- | --------------------------------------------------------------- |
| 15.ª | Liga de Macas (Décimo quinto lugar en la Clasificación General) |
| 16.ª | Sport JC (Último lugar en la Clasificación General)             |

## Equipos participantes

### Información de los equipos
| Nombre del club         | Ciudad                                                     | Entrenador         | Estadio                                                            | Capacidad           | Marca           | Patrocinador                                         |
| ----------------------- | ---------------------------------------------------------- | ------------------ | ------------------------------------------------------------------ | ------------------- | --------------- | ---------------------------------------------------- |
| Barcelona               | Guayaquil                                                  | Wendy Villón       | Ver listaComplejo Canchas del Astillero Monumental Banco Pichincha | Ver listaTBD 59 283 | Marathon Sports | Cerveza Pilsener                                     |
| Carneras                | Cuenca                                                     | Édison Méndez      | Valeriano Gavinelli UPS                                            | 1000                | Marathon Sports | Ver lista Universidad Politécnica Salesiana ETAPA-EP |
| Deportivo Cuenca        | Cuenca                                                     | Jhonny Ochoa       | Alejandro Serrano Aguilar Banco del Austro                         | 18 549              | Lotto           | Ver lista Bet593 Banco del Austro                    |
| Deportivo Ibarra        | [[Archivo:\|15px\|border\|Bandera de Ibarra]] Ibarra       | Mauricio Bolaños   | Olímpico de Ibarra                                                 | 17 300              | Marathon Sports | Saitel.ec                                            |
| El Nacional             | Quito                                                      | Alejandro Pasquel  | Complejo BGR El Sauce                                              | 300                 | Lotto           | Ver lista ANDEC Banco General Rumiñahui              |
| Emelec                  | Guayaquil                                                  | Ángel Hualde       | Holcim Arena                                                       | 1000                | Adidas          | Chubb Seguros                                        |
| Espuce                  | Quito                                                      | Esteban Terán      | Nayón                                                              | TBD                 | Jasa Evolution  | Ver lista Clínica Napoleón Salgado Costacomtv        |
| Guayaquil City          | Guayaquil                                                  | Édison Ibarra      | Christian Benítez Betancourt                                       | 10 152              | Astro           | Publicarpas                                          |
| Independiente del Valle | [[Archivo:\|15px\|border\|Bandera de Sangolquí]] Sangolquí | Rodrigo Castrillón | Banco Guayaquil                                                    | 12 000              | Marathon Sports | Chubb Seguros                                        |
| Liga de Quito           | Quito                                                      | Verónica Marín     | Rodrigo Paz Delgado                                                | 41 575              | Puma            | Ver lista Banco Pichincha Chubb Seguros              |
| Macará                  | Ambato                                                     | Susú Cores         | Complejo Deportivo La Providencia                                  | 100                 | Boman           | Sin Patrocinador                                     |
| Ñañas                   | Quito                                                      | Francisco Ramírez  | General Rumiñahui                                                  | 7500                | Jasa Evolution  | Ver lista Premium Level Oriente Seguros Renault      |
| Quito                   | Quito                                                      | Diego Torres       | Ver listaSan Pedro de Taboada General Rumiñahui                    | Ver listaTBD 7500   | Jasa Evolution  | DT Medical S.A                                       |
| Leones del Norte        | [[Archivo:\|15px\|border\|Bandera de Ibarra]] Ibarra       | Jenny Herrera      | Olímpico de Ibarra                                                 | 17 300              | Marathon Sports | Ver lista Eco Water Distribuidora Ronald Castro      |
| Técnico Universitario   | Ambato                                                     | Christian Vargas   | Ver listaComplejo Deportivo Quillan Loma Neptalí Barona            | Ver listaTBD 6000   | Boman           | San Francisco COAC Ltda.                             |
| Universidad Católica    | Quito                                                      | Ana Rueda          | La Armenia                                                         | 2000                | Umbro           | Banco Pichincha                                      |

### Localización
| Ubicación de localía de los equipos |
| --- |
| Deportivo Ibarra Leones del Norte El Nacional Espuce Liga de Quito Ñañas Quito Universidad Católica Barcelona Emelec Guayaquil City Macará Técnico Universitario Carneras Deportivo Cuenca Independiente del Valle |

| Pichincha  | 7 | El Nacional, Espuce, Independiente del Valle, Liga de Quito, Ñañas, Quito F. C., Universidad Católica |
| Guayas     | 3 | Barcelona, Emelec, Guayaquil City                                                                     |
| Tungurahua | 2 | Macará, Técnico Universitario                                                                         |
| Azuay      | 2 | Deportivo Cuenca, Carneras                                                                            |
| Imbabura   | 2 | Leones del Norte, Deportivo Ibarra                                                                    |

## Cambio de entrenadores
| Equipo                  | Pos. | Entrenador saliente | Último partido                     | Fecha | Entrenador sucesor | Fecha debut | Ref.  |
| ----------------------- | ---- | ------------------- | ---------------------------------- | ----- | ------------------ | ----------- | ----- |
| Independiente del Valle | 1    | Mariano Maida       | Independiente del Valle 2:0 Macará | 1.°   | Rodrigo Castrillón | 2.°         | [ 4 ] |
| El Nacional             | 5    | Bryan Maiza         | Barcelona 12:0 El Nacional         | 4.°   | Alejandro Pasquel  | 6.°         | [ 5 ] |
| Deportivo Cuenca        | 8    | Klever Bravo        | Emelec 3:1 Deportivo Cuenca        | 9.°   | Jhonny Ochoa       | 10.°        | [ 6 ] |

## Primera etapa

### Grupo A

#### Clasificación
| Pos. | Equipo                | Pts. | PJ | G  | E | P  | GF | GC | Dif. |  |
| ---- | --------------------- | ---- | -- | -- | - | -- | -- | -- | ---- |  |
| 1    | Barcelona             | 38   | 14 | 12 | 2 | 0  | 60 | 5  | +55  |  |
| 2    | Deportivo Ibarra      | 33   | 14 | 10 | 3 | 1  | 37 | 9  | +28  |  |
| 3    | Liga de Quito         | 28   | 14 | 9  | 1 | 4  | 38 | 13 | +25  |  |
| 4    | Universidad Católica  | 19   | 14 | 6  | 1 | 7  | 25 | 23 | +2   |  |
| 5    | Carneras              | 18   | 14 | 6  | 0 | 8  | 19 | 24 | −5   |  |
| 6    | El Nacional           | 13   | 14 | 4  | 1 | 9  | 15 | 41 | −26  |  |
| 7    | Técnico Universitario | 8    | 14 | 2  | 2 | 10 | 4  | 45 | −41  |  |
| 8    | Guayaquil City        | 6    | 14 | 2  | 0 | 12 | 11 | 49 | −38  |  |

 Fuente: FEF
Criterios de clasificación: 1) Puntos; 2) Diferencia de goles; 3) Goles marcados; 4) Goles de visitante; 5) Fair Play; 6) Sorteo Público
|  | Clasificados a la Segunda etapa. |

#### Evolución de la clasificación
| Equipo                | 01 | 02 | 03 | 04 | 05 | 06 | 07 | 08 | 09 | 10 | 11 | 12 | 13 | 14 |
| --------------------- | -- | -- | -- | -- | -- | -- | -- | -- | -- | -- | -- | -- | -- | -- |
| Barcelona             | 1  | 1  | 1  | 1  | 1  | 1  | 1  | 1  | 1  | 1  | 1  | 1  | 1  | 1  |
| Carneras              | 2  | 4  | 3  | 4  | 4  | 4  | 4  | 4  | 5  | 5  | 5  | 5  | 5  | 5  |
| El Nacional           | 3  | 5  | 4  | 5  | 5  | 6  | 6  | 6  | 6  | 6  | 6  | 6  | 6  | 6  |
| Deportivo Ibarra      | 4  | 2  | 5  | 3  | 3  | 3  | 3  | 2  | 2  | 2  | 2  | 3  | 2  | 2  |
| Liga de Quito         | 5  | 3  | 2  | 2  | 2  | 2  | 2  | 3  | 3  | 3  | 3  | 2  | 3  | 3  |
| Guayaquil City        | 6  | 8  | 8  | 7  | 7  | 7  | 7  | 8  | 8  | 8  | 8  | 8  | 8  | 8  |
| Técnico Universitario | 7  | 7  | 7  | 8  | 8  | 8  | 8  | 7  | 7  | 7  | 7  | 7  | 7  | 7  |
| Universidad Católica  | 8  | 6  | 6  | 6  | 6  | 5  | 5  | 5  | 4  | 4  | 4  | 4  | 4  | 4  |

#### Resultados
| Fecha 1          | Fecha 1   | Fecha 1               | Fecha 1                        | Fecha 1     | Fecha 1 | Fecha 1 |
| Local            | Resultado | Visitante             | Estadio                        | Fecha       | Hora    |         |
| ---------------- | --------- | --------------------- | ------------------------------ | ----------- | ------- | ------- |
| Barcelona        | 8 - 1     | Universidad Católica  | Complejo Canchas del Astillero | 26 de marzo | 10:45   |         |
| El Nacional      | 2 - 0     | Guayaquil City        | Complejo El Sauce              | 26 de marzo | 11:00   |         |
| Deportivo Ibarra | 2 - 1     | Liga de Quito         | Olímpico de Ibarra             | 26 de marzo | 12:00   |         |
| Carneras         | 4 - 0     | Técnico Universitario | Valeriano Gavinelli            | 26 de marzo | 19:00   |         |

| Fecha 2               | Fecha 2   | Fecha 2          | Fecha 2                        | Fecha 2    | Fecha 2 | Fecha 2 |
| Local                 | Resultado | Visitante        | Estadio                        | Fecha      | Hora    |         |
| --------------------- | --------- | ---------------- | ------------------------------ | ---------- | ------- | ------- |
| Universidad Católica  | 5 - 0     | Guayaquil City   | La Armenia                     | 1 de abril | 10:30   |         |
| Liga de Quito         | 4 - 2     | El Nacional      | Rodrigo Paz Delgado            | 2 de abril | 11:00   |         |
| Técnico Universitario | 1 - 1     | Deportivo Ibarra | Neptalí Barona                 | 2 de abril | 11:00   |         |
| Barcelona             | 3 - 0     | Carneras         | Complejo Canchas del Astillero | 2 de abril | 11:00   |         |

| Fecha 3          | Fecha 3   | Fecha 3               | Fecha 3             | Fecha 3     | Fecha 3 | Fecha 3 |
| Local            | Resultado | Visitante             | Estadio             | Fecha       | Hora    |         |
| ---------------- | --------- | --------------------- | ------------------- | ----------- | ------- | ------- |
| Guayaquil City   | 1 - 4     | Liga de Quito         | La Guangala         | 15 de abril | 11:00   |         |
| El Nacional      | 0 - 0     | Técnico Universitario | Complejo El Sauce   | 16 de abril | 11:00   |         |
| Deportivo Ibarra | 0 - 2     | Barcelona             | Olímpico de Ibarra  | 16 de abril | 12:00   |         |
| Carneras         | 1 - 0     | Universidad Católica  | Valeriano Gavinelli | 16 de abril | 19:00   |         |

| Fecha 4               | Fecha 4   | Fecha 4          | Fecha 4                    | Fecha 4     | Fecha 4 | Fecha 4 |
| Local                 | Resultado | Visitante        | Estadio                    | Fecha       | Hora    |         |
| --------------------- | --------- | ---------------- | -------------------------- | ----------- | ------- | ------- |
| Universidad Católica  | 0 - 1     | Liga de Quito    | La Armenia                 | 23 de abril | 13ː30   |         |
| Técnico Universitario | 0 - 1     | Guayaquil City   | Complejo Quillán Loma      | 23 de abril | 15:00   |         |
| Barcelona             | 12 - 0    | El Nacional      | Monumental Banco Pichincha | 23 de abril | 15:00   |         |
| Carneras              | 1 - 2     | Deportivo Ibarra | Valeriano Gavinelli        | 24 de abril | 17ː00   |         |

| Fecha 5          | Fecha 5   | Fecha 5               | Fecha 5                | Fecha 5     | Fecha 5 |
| Local            | Resultado | Visitante             | Estadio                | Fecha       | Hora    |
| ---------------- | --------- | --------------------- | ---------------------- | ----------- | ------- |
| Guayaquil City   | 0 - 2     | Barcelona             | Complejo Ligas del Sur | 29 de abril | 09:00   |
| El Nacional      | 1 - 2     | Carneras              | Complejo El Sauce      | 30 de abril | 11:00   |
| Liga de Quito    | 4 - 0     | Técnico Universitario | Rodrigo Paz Delgado    | 30 de abril | 11:00   |
| Deportivo Ibarra | 2 - 0     | Universidad Católica  | Olímpico de Ibarra     | 1 de mayo   | 12:00   |

| Fecha 6              | Fecha 6   | Fecha 6               | Fecha 6                    | Fecha 6   | Fecha 6 |
| Local                | Resultado | Visitante             | Estadio                    | Fecha     | Hora    |
| -------------------- | --------- | --------------------- | -------------------------- | --------- | ------- |
| Universidad Católica | 1 - 0     | Técnico Universitario | La Armenia                 | 7 de mayo | 10:00   |
| Barcelona            | 0 - 0     | Liga de Quito         | Monumental Banco Pichincha | 7 de mayo | 15:00   |
| Deportivo Ibarra     | 6 - 1     | El Nacional           | Olímpico de Ibarra         | 8 de mayo | 12:00   |
| Carneras             | 3 - 1     | Guayaquil City        | Valeriano Gavinelli        | 8 de mayo | 18:30   |

| Fecha 7               | Fecha 7   | Fecha 7              | Fecha 7               | Fecha 7    | Fecha 7 |
| Local                 | Resultado | Visitante            | Estadio               | Fecha      | Hora    |
| --------------------- | --------- | -------------------- | --------------------- | ---------- | ------- |
| El Nacional           | 0 - 2     | Universidad Católica | Complejo El Sauce     | 14 de mayo | 09:00   |
| Técnico Universitario | 0 - 2     | Barcelona            | Complejo Quillán Loma | 14 de mayo | 15:00   |
| Guayaquil City        | 0 - 4     | Deportivo Ibarra     | Alejandro Ponce Noboa | 15 de mayo | 11:00   |
| Liga de Quito         | 3 - 0     | Carneras             | Rodrigo Paz Delgado   | 15 de mayo | 11:00   |

| Fecha 8               | Fecha 8   | Fecha 8          | Fecha 8               | Fecha 8    | Fecha 8 |
| Local                 | Resultado | Visitante        | Estadio               | Fecha      | Hora    |
| --------------------- | --------- | ---------------- | --------------------- | ---------- | ------- |
| Universidad Católica  | 0 - 2     | Barcelona        | La Armenia            | 21 de mayo | 10:00   |
| Liga de Quito         | 0 - 1     | Deportivo Ibarra | Rodrigo Paz Delgado   | 21 de mayo | 10:00   |
| Técnico Universitario | 1 - 0     | Carneras         | Complejo Quillán Loma | 21 de mayo | 15:00   |
| Guayaquil City        | 1 - 2     | El Nacional      | Alejandro Ponce Noboa | 22 de mayo | 11:00   |

| Fecha 9          | Fecha 9   | Fecha 9               | Fecha 9             | Fecha 9    | Fecha 9 |
| Local            | Resultado | Visitante             | Estadio             | Fecha      | Hora    |
| ---------------- | --------- | --------------------- | ------------------- | ---------- | ------- |
| Guayaquil City   | 1 - 3     | Universidad Católica  | Christian Benítez   | 28 de mayo | 09:30   |
| El Nacional      | 2 - 5     | Liga de Quito         | Complejo El Sauce   | 28 de mayo | 10:00   |
| Carneras         | 0 - 3     | Barcelona             | Valeriano Gavinelli | 28 de mayo | 19:00   |
| Deportivo Ibarra | 5 - 0     | Técnico Universitario | Olímpico de Ibarra  | 29 de mayo | 11:00   |

| Fecha 10              | Fecha 10  | Fecha 10         | Fecha 10                   | Fecha 10   | Fecha 10 |
| Local                 | Resultado | Visitante        | Estadio                    | Fecha      | Hora     |
| --------------------- | --------- | ---------------- | -------------------------- | ---------- | -------- |
| Liga de Quito         | 8 - 0     | Guayaquil City   | Rodrigo Paz Delgado        | 3 de junio | 11:00    |
| Universidad Católica  | 4 - 3     | Carneras         | La Armenia                 | 3 de junio | 11:30    |
| Barcelona             | 1 - 1     | Deportivo Ibarra | Monumental Banco Pichincha | 4 de junio | 11:00    |
| Técnico Universitario | 0 - 1     | El Nacional      | Municipal de Patate        | 5 de junio | 15:00    |

| Fecha 11         | Fecha 11  | Fecha 11              | Fecha 11                        | Fecha 11    | Fecha 11 |
| Local            | Resultado | Visitante             | Estadio                         | Fecha       | Hora     |
| ---------------- | --------- | --------------------- | ------------------------------- | ----------- | -------- |
| Guayaquil City   | 1 - 2     | Técnico Universitario | Complejo Asoguayas (Cancha # 1) | 11 de junio | 10:00    |
| El Nacional      | 0 - 2     | Barcelona             | Complejo El Sauce               | 11 de junio | 10:00    |
| Liga de Quito    | 3 - 0     | Universidad Católica  | Complejo L.D.U.                 | 11 de junio | 11:00    |
| Deportivo Ibarra | 2 - 0     | Carneras              | Olímpico de Ibarra              | 11 de junio | 11:00    |

| Fecha 12              | Fecha 12  | Fecha 12         | Fecha 12              | Fecha 12    | Fecha 12 |
| Local                 | Resultado | Visitante        | Estadio               | Fecha       | Hora     |
| --------------------- | --------- | ---------------- | --------------------- | ----------- | -------- |
| Barcelona             | 6 - 1     | Guayaquil City   | Alejandro Ponce Noboa | 23 de julio | 09:00    |
| Universidad Católica  | 0 - 0     | Deportivo Ibarra | La Armenia            | 23 de julio | 11:00    |
| Técnico Universitario | 0 - 3     | Liga de Quito    | Complejo Quillán Loma | 23 de julio | 15:00    |
| Carneras              | 3 - 0     | El Nacional      | Valeriano Gavinelli   | 23 de julio | 19:30    |

| Fecha 13              | Fecha 13  | Fecha 13             | Fecha 13              | Fecha 13    | Fecha 13 |
| Local                 | Resultado | Visitante            | Estadio               | Fecha       | Hora     |
| --------------------- | --------- | -------------------- | --------------------- | ----------- | -------- |
| Técnico Universitario | 0 - 8     | Universidad Católica | Complejo Quillán Loma | 30 de julio | 11:30    |
| Guayaquil City        | 4 - 0     | Carneras             | Alejandro Ponce Noboa | 30 de julio | 11:30    |
| El Nacional           | 2 - 3     | Deportivo Ibarra     | Complejo El Sauce     | 30 de julio | 11:30    |
| Liga de Quito         | 2 - 3     | Barcelona            | Rodrigo Paz Delgado   | 31 de julio | 11:30    |

| Fecha 14             | Fecha 14  | Fecha 14              | Fecha 14                       | Fecha 14    | Fecha 14 |
| Local                | Resultado | Visitante             | Estadio                        | Fecha       | Hora     |
| -------------------- | --------- | --------------------- | ------------------------------ | ----------- | -------- |
| Deportivo Ibarra     | 8 - 0     | Guayaquil City        | Olímpico de Ibarra             | 5 de agosto | 15:00    |
| Carneras             | 2 - 0     | Liga de Quito         | Valeriano Gavinelli            | 5 de agosto | 18:30    |
| Universidad Católica | 1 - 2     | El Nacional           | La Armenia                     | 6 de agosto | 11:30    |
| Barcelona            | 14 - 0    | Técnico Universitario | Complejo Canchas del Astillero | 6 de agosto | 11:30    |

### Grupo B

#### Clasificación
| Pos. | Equipo                  | Pts. | PJ | G  | E | P  | GF | GC | Dif. |  |
| ---- | ----------------------- | ---- | -- | -- | - | -- | -- | -- | ---- |  |
| 1    | Independiente del Valle | 39   | 14 | 13 | 0 | 1  | 52 | 9  | +43  |  |
| 2    | Ñañas                   | 34   | 14 | 11 | 1 | 2  | 31 | 14 | +17  |  |
| 3    | Quito                   | 20   | 14 | 5  | 5 | 4  | 22 | 22 | 0    |  |
| 4    | Espuce                  | 20   | 14 | 5  | 5 | 4  | 14 | 14 | 0    |  |
| 5    | Leones del Norte        | 17   | 14 | 5  | 2 | 7  | 21 | 21 | 0    |  |
| 6    | Macará                  | 17   | 14 | 5  | 2 | 7  | 7  | 19 | −12  |  |
| 7    | Emelec                  | 11   | 14 | 3  | 2 | 9  | 13 | 27 | −14  |  |
| 8    | Deportivo Cuenca        | 1    | 14 | 0  | 1 | 13 | 12 | 46 | −34  |  |

 Fuente: FEF
Criterios de clasificación: 1) Puntos; 2) Diferencia de goles; 3) Goles marcados; 4) Goles de visitante; 5) Fair Play; 6) Sorteo Público
|  | Clasificados a la Segunda etapa. |

#### Evolución de la clasificación
| Equipo                  | 01 | 02 | 03 | 04 | 05 | 06 | 07 | 08 | 09 | 10 | 11 | 12 | 13 | 14 |
| ----------------------- | -- | -- | -- | -- | -- | -- | -- | -- | -- | -- | -- | -- | -- | -- |
| Leones del Norte        | 1  | 2  | 2  | 4  | 4  | 4  | 5  | 5  | 5  | 4  | 5  | 4  | 6  | 5  |
| Independiente del Valle | 2  | 3  | 5  | 3  | 1  | 1  | 1  | 1  | 1  | 1  | 1  | 1  | 1  | 1  |
| Ñañas                   | 3  | 4  | 1  | 1  | 2  | 2  | 2  | 2  | 2  | 2  | 2  | 2  | 2  | 2  |
| Quito                   | 4  | 6  | 7  | 5  | 6  | 6  | 4  | 4  | 4  | 5  | 4  | 5  | 4  | 3  |
| Emelec                  | 5  | 1  | 3  | 6  | 7  | 5  | 6  | 6  | 6  | 6  | 6  | 7  | 7  | 7  |
| Espuce                  | 6  | 7  | 4  | 2  | 3  | 3  | 3  | 3  | 3  | 3  | 3  | 3  | 3  | 4  |
| Macará                  | 7  | 5  | 6  | 7  | 5  | 7  | 7  | 7  | 7  | 7  | 7  | 6  | 5  | 6  |
| Deportivo Cuenca        | 8  | 8  | 8  | 8  | 8  | 8  | 8  | 8  | 8  | 8  | 8  | 8  | 8  | 8  |

#### Resultados
| Fecha 1                 | Fecha 1   | Fecha 1          | Fecha 1                   | Fecha 1     | Fecha 1 | Fecha 1 |
| Local                   | Resultado | Visitante        | Estadio                   | Fecha       | Hora    |         |
| ----------------------- | --------- | ---------------- | ------------------------- | ----------- | ------- | ------- |
| Independiente del Valle | 2 - 0     | Macará           | Complejo IDV              | 26 de marzo | 11:00   |         |
| Espuce                  | 2 - 3     | Ñañas            | Santa Inés                | 27 de marzo | 09:00   |         |
| Deportivo Cuenca        | 0 - 3     | Leones del Norte | Alejandro Serrano Aguilar | 27 de marzo | 10:00   |         |
| Emelec                  | 2 - 2     | Quito            | Holcim Arena              | 27 de marzo | 12:00   |         |

| Fecha 2          | Fecha 2   | Fecha 2                 | Fecha 2                   | Fecha 2    | Fecha 2 | Fecha 2 |
| Local            | Resultado | Visitante               | Estadio                   | Fecha      | Hora    |         |
| ---------------- | --------- | ----------------------- | ------------------------- | ---------- | ------- | ------- |
| Leones del Norte | 1 - 2     | Macará                  | Olímpico de Ibarra        | 2 de abril | 12:00   |         |
| Deportivo Cuenca | 3 - 5     | Emelec                  | Alejandro Serrano Aguilar | 3 de abril | 10:00   |         |
| Quito            | 1 - 1     | Espuce                  | General Rumiñahui         | 3 de abril | 12:00   |         |
| Ñañas            | 1 - 3     | Independiente del Valle | General Rumiñahui         | 2 de mayo  | 15:30   |         |

| Fecha 3                 | Fecha 3   | Fecha 3          | Fecha 3                 | Fecha 3     | Fecha 3 |
| Local                   | Resultado | Visitante        | Estadio                 | Fecha       | Hora    |
| ----------------------- | --------- | ---------------- | ----------------------- | ----------- | ------- |
| Espuce                  | 2 - 0     | Deportivo Cuenca | Parroquial de Nayón     | 15 de abril | 10:00   |
| Macará                  | 0 - 3     | Ñañas            | Complejo La Providencia | 16 de abril | 10:00   |
| Emelec                  | 0 - 1     | Leones del Norte | Holcim Arena            | 16 de abril | 12:00   |
| Independiente del Valle | 6 - 0     | Quito            | Banco Guayaquil         | 11 de mayo  | 12:00   |

| Fecha 4          | Fecha 4   | Fecha 4                 | Fecha 4                   | Fecha 4     | Fecha 4 | Fecha 4 |
| Local            | Resultado | Visitante               | Estadio                   | Fecha       | Hora    |         |
| ---------------- | --------- | ----------------------- | ------------------------- | ----------- | ------- | ------- |
| Quito            | 3 - 0     | Macará                  | General Rumiñahui         | 23 de abril | 13ː00   |         |
| Leones del Norte | 1 - 2     | Ñañas                   | Olímpico de Ibarra        | 23 de abril | 14ː00   |         |
| Emelec           | 0 - 3     | Espuce                  | Holcim Arena              | 23 de abril | 14:00   |         |
| Deportivo Cuenca | 1 - 5     | Independiente del Valle | Alejandro Serrano Aguilar | 24 de abril | 10:30   |         |

| Fecha 5                 | Fecha 5   | Fecha 5          | Fecha 5                 | Fecha 5     | Fecha 5 |
| Local                   | Resultado | Visitante        | Estadio                 | Fecha       | Hora    |
| ----------------------- | --------- | ---------------- | ----------------------- | ----------- | ------- |
| Independiente del Valle | 3 - 1     | Emelec           | Complejo IDV            | 29 de abril | 14:00   |
| Espuce                  | 2 - 1     | Leones del Norte | Parroquial de Nayón     | 29 de abril | 15:30   |
| Ñañas                   | 1 - 0     | Quito            | General Rumiñahui       | 29 de abril | 15:30   |
| Macará                  | 1 - 0     | Deportivo Cuenca | Complejo La Providencia | 30 de abril | 12:00   |

| Fecha 6          | Fecha 6   | Fecha 6                 | Fecha 6                    | Fecha 6   | Fecha 6 |
| Local            | Resultado | Visitante               | Estadio                    | Fecha     | Hora    |
| ---------------- | --------- | ----------------------- | -------------------------- | --------- | ------- |
| Leones del Norte | 3 - 3     | Quito                   | Olímpico de Ibarra         | 6 de mayo | 14:00   |
| Espuce           | 0 - 2     | Independiente del Valle | Parroquial de Guayllabamba | 7 de mayo | 10:00   |
| Emelec           | 1 - 0     | Macará                  | Holcim Arena               | 7 de mayo | 14:00   |
| Deportivo Cuenca | 1 - 3     | Ñañas                   | Alejandro Serrano Aguilar  | 8 de mayo | 09:00   |

| Fecha 7                 | Fecha 7   | Fecha 7          | Fecha 7                 | Fecha 7    | Fecha 7 |
| Local                   | Resultado | Visitante        | Estadio                 | Fecha      | Hora    |
| ----------------------- | --------- | ---------------- | ----------------------- | ---------- | ------- |
| Quito                   | 3 - 2     | Deportivo Cuenca | San Pedro de Taboada    | 14 de mayo | 09:00   |
| Macará                  | 0 - 1     | Espuce           | Complejo La Providencia | 14 de mayo | 10:00   |
| Ñañas                   | 2 - 0     | Emelec           | General Rumiñahui       | 14 de mayo | 11:00   |
| Independiente del Valle | 4 - 1     | Leones del Norte | Banco Guayaquil         | 14 de mayo | 11:00   |

| Fecha 8          | Fecha 8   | Fecha 8                 | Fecha 8                 | Fecha 8    | Fecha 8 |
| Local            | Resultado | Visitante               | Estadio                 | Fecha      | Hora    |
| ---------------- | --------- | ----------------------- | ----------------------- | ---------- | ------- |
| Leones del Norte | 3 - 0     | Deportivo Cuenca        | Parroquial de Caranqui  | 20 de mayo | 11:00   |
| Macará           | 0 - 6     | Independiente del Valle | Complejo La Providencia | 21 de mayo | 10:00   |
| Ñañas            | 2 - 0     | Espuce                  | General Rumiñahui       | 21 de mayo | 11:00   |
| Quito            | 2 - 0     | Emelec                  | General Rumiñahui       | 22 de mayo | 11:00   |

| Fecha 9                 | Fecha 9   | Fecha 9          | Fecha 9                    | Fecha 9    | Fecha 9 |
| Local                   | Resultado | Visitante        | Estadio                    | Fecha      | Hora    |
| ----------------------- | --------- | ---------------- | -------------------------- | ---------- | ------- |
| Espuce                  | 0 - 0     | Quito            | Parroquial de Guayllabamba | 27 de mayo | 16:00   |
| Emelec                  | 3 - 1     | Deportivo Cuenca | Holcim Arena               | 28 de mayo | 10:00   |
| Macará                  | 1 - 0     | Leones del Norte | Complejo La Providencia    | 28 de mayo | 11:00   |
| Independiente del Valle | 3 - 2     | Ñañas            | Banco Guayaquil            | 29 de mayo | 10:00   |

| Fecha 10         | Fecha 10  | Fecha 10                | Fecha 10             | Fecha 10   | Fecha 10 |
| Local            | Resultado | Visitante               | Estadio              | Fecha      | Hora     |
| ---------------- | --------- | ----------------------- | -------------------- | ---------- | -------- |
| Leones del Norte | 4 - 1     | Emelec                  | Olímpico de Ibarra   | 3 de junio | 11:00    |
| Deportivo Cuenca | 1 - 3     | Espuce                  | Complejo La Victoria | 4 de junio | 10:00    |
| Ñañas            | 1 - 0     | Macará                  | General Rumiñahui    | 4 de junio | 11:00    |
| Quito            | 1 - 2     | Independiente del Valle | General Rumiñahui    | 5 de junio | 15:00    |

| Fecha 11                | Fecha 11  | Fecha 11         | Fecha 11                   | Fecha 11    | Fecha 11 |
| Local                   | Resultado | Visitante        | Estadio                    | Fecha       | Hora     |
| ----------------------- | --------- | ---------------- | -------------------------- | ----------- | -------- |
| Macará                  | 1 - 1     | Quito            | Complejo La Providencia    | 11 de junio | 11:00    |
| Independiente del Valle | 8 - 0     | Deportivo Cuenca | Complejo IDV               | 11 de junio | 14:00    |
| Espuce                  | 0 - 0     | Emelec           | Parroquial de Guayllabamba | 11 de junio | 16:00    |
| Ñañas                   | 4 - 1     | Leones del Norte | General Rumiñahui          | 12 de junio | 11:00    |

| Fecha 12         | Fecha 12  | Fecha 12                | Fecha 12             | Fecha 12    | Fecha 12 |
| Local            | Resultado | Visitante               | Estadio              | Fecha       | Hora     |
| ---------------- | --------- | ----------------------- | -------------------- | ----------- | -------- |
| Deportivo Cuenca | 0 - 1     | Macará                  | Complejo La Victoria | 22 de julio | 10:00    |
| Leones del Norte | 0 - 0     | Espuce                  | Olímpico de Ibarra   | 23 de julio | 11:00    |
| Quito            | 1 - 3     | Ñañas                   | General Rumiñahui    | 23 de julio | 12:00    |
| Emelec           | 0 - 3     | Independiente del Valle | Holcim Arena         | 26 de julio | 10:00    |

| Fecha 13                | Fecha 13  | Fecha 13         | Fecha 13                | Fecha 13    | Fecha 13 |
| Local                   | Resultado | Visitante        | Estadio                 | Fecha       | Hora     |
| ----------------------- | --------- | ---------------- | ----------------------- | ----------- | -------- |
| Quito                   | 1 - 0     | Leones del Norte | Tabacundo               | 30 de julio | 11:30    |
| Ñañas                   | 2 - 2     | Deportivo Cuenca | General Rumiñahui       | 30 de julio | 11:30    |
| Macará                  | 1 - 0     | Emelec           | Complejo La Providencia | 30 de julio | 11:30    |
| Independiente del Valle | 4 - 0     | Espuce           | Complejo IDV            | 30 de julio | 11:30    |

| Fecha 14         | Fecha 14  | Fecha 14                | Fecha 14                       | Fecha 14    | Fecha 14 |
| Local            | Resultado | Visitante               | Estadio                        | Fecha       | Hora     |
| ---------------- | --------- | ----------------------- | ------------------------------ | ----------- | -------- |
| Leones del Norte | 2 - 1     | Independiente del Valle | Olímpico de Ibarra             | 6 de agosto | 11:30    |
| Espuce           | 0 - 0     | Macará                  | Parroquial de Guayllabamba     | 6 de agosto | 11:30    |
| Emelec           | 0 - 2     | Ñañas                   | Complejo Canchas del Astillero | 6 de agosto | 11:30    |
| Deportivo Cuenca | 1 - 4     | Quito                   | Alejandro Serrano Aguilar      | 6 de agosto | 11:30    |

## Clasificación acumulada
| Pos. | Equipo                    | Pts. | PJ | G  | E | P  | GF | GC | Dif. |  |
| ---- | ------------------------- | ---- | -- | -- | - | -- | -- | -- | ---- |  |
| 1    | Independiente del Valle   | 39   | 14 | 13 | 0 | 1  | 52 | 9  | +43  |  |
| 2    | Barcelona                 | 38   | 14 | 12 | 2 | 0  | 60 | 5  | +55  |  |
| 3    | Ñañas                     | 34   | 14 | 11 | 1 | 2  | 31 | 14 | +17  |  |
| 4    | Deportivo Ibarra          | 33   | 14 | 10 | 3 | 1  | 37 | 9  | +28  |  |
| 5    | Liga de Quito             | 28   | 14 | 9  | 1 | 4  | 38 | 13 | +25  |  |
| 6    | Quito                     | 20   | 14 | 5  | 5 | 4  | 22 | 22 | 0    |  |
| 7    | Espuce                    | 20   | 14 | 5  | 5 | 4  | 14 | 14 | 0    |  |
| 8    | Universidad Católica      | 19   | 14 | 6  | 1 | 7  | 25 | 23 | +2   |  |
| 9    | Carneras                  | 18   | 14 | 6  | 0 | 8  | 19 | 24 | −5   |  |
| 10   | Leones del Norte          | 17   | 14 | 5  | 2 | 7  | 21 | 21 | 0    |  |
| 11   | Macará                    | 17   | 14 | 5  | 2 | 7  | 7  | 19 | −12  |  |
| 12   | El Nacional               | 13   | 14 | 4  | 1 | 9  | 15 | 41 | −26  |  |
| 13   | Emelec (D)                | 11   | 14 | 3  | 2 | 9  | 13 | 27 | −14  |  |
| 14   | Técnico Universitario (D) | 8    | 14 | 2  | 2 | 10 | 4  | 45 | −41  |  |
| 15   | Guayaquil City (D)        | 6    | 14 | 2  | 0 | 12 | 11 | 49 | −38  |  |
| 16   | Deportivo Cuenca (D)      | 1    | 14 | 0  | 1 | 13 | 12 | 46 | −34  |  |

 Fuente: FEF
Criterios de clasificación: 1) Puntos; 2) Diferencia de goles; 3) Goles marcados; 4) Goles de visitante; 5) Fair Play; 6) Sorteo Público
|  | Descienden a la Ascenso de Fútbol Femenino Profesional de Ecuador de 2023. |

## Segunda etapa
La segunda fase del campeonato serán play-offs eliminatorios de ida y vuelta, desde cuartos de final hasta la final para definir al campeón del torneo. Estos los disputarán los ocho mejores equipos del campeonato. Los mejores ubicados en la tabla acumulada serán quienes disputen el partido de vuelta de local en cada llave establecida.

### Cuadro
|  | Cuartos de final                               | Cuartos de final                               | Cuartos de final                               | Cuartos de final                               | Cuartos de final                               |   |                  | Semifinales                                             | Semifinales                                             | Semifinales                                             | Semifinales                                             | Semifinales                                             |  |       | Final                                            | Final                                            | Final                                            | Final                                            | Final                                            |  |
|  | 21 de agosto (ida) 26 al 28 de agosto (vuelta) | 21 de agosto (ida) 26 al 28 de agosto (vuelta) | 21 de agosto (ida) 26 al 28 de agosto (vuelta) | 21 de agosto (ida) 26 al 28 de agosto (vuelta) | 21 de agosto (ida) 26 al 28 de agosto (vuelta) |   |                  | 2 y 4 de septiembre (ida) 9 y 10 de septiembre (vuelta) | 2 y 4 de septiembre (ida) 9 y 10 de septiembre (vuelta) | 2 y 4 de septiembre (ida) 9 y 10 de septiembre (vuelta) | 2 y 4 de septiembre (ida) 9 y 10 de septiembre (vuelta) | 2 y 4 de septiembre (ida) 9 y 10 de septiembre (vuelta) |  |       | 18 de septiembre (ida) 25 de septiembre (vuelta) | 18 de septiembre (ida) 25 de septiembre (vuelta) | 18 de septiembre (ida) 25 de septiembre (vuelta) | 18 de septiembre (ida) 25 de septiembre (vuelta) | 18 de septiembre (ida) 25 de septiembre (vuelta) |  |
|  |                                                |                                                |                                                |                                                |                                                |   |                  |                                                         |                                                         |                                                         |                                                         |                                                         |  |       |                                                  |                                                  |                                                  |                                                  |                                                  |  |
|  |                                                |                                                |                                                |                                                |                                                |   |                  |                                                         |                                                         |                                                         |                                                         |                                                         |  |       |                                                  |                                                  |                                                  |                                                  |                                                  |  |
|  | Barcelona                                      | Barcelona                                      | 1                                              | 4                                              | 5                                              |   |                  |                                                         |                                                         |                                                         |                                                         |                                                         |  |       |                                                  |                                                  |                                                  |                                                  |                                                  |  |
|  | Barcelona                                      | Barcelona                                      | 1                                              | 4                                              | 5                                              |   |                  |                                                         |                                                         |                                                         |                                                         |                                                         |  |       |                                                  |                                                  |                                                  |                                                  |                                                  |  |
|  | Espuce                                         | Espuce                                         | 0                                              | 0                                              | 0                                              |   |                  |                                                         |                                                         |                                                         |                                                         |                                                         |  |       |                                                  |                                                  |                                                  |                                                  |                                                  |  |
|  | Espuce                                         | Espuce                                         | 0                                              | 0                                              | 0                                              |   | Barcelona        | Barcelona                                               | 0                                                       | 1                                                       | 1                                                       |                                                         |  |       |                                                  |                                                  |                                                  |                                                  |                                                  |  |
|  |                                                |                                                |                                                |                                                |                                                |   | Barcelona        | Barcelona                                               | 0                                                       | 1                                                       | 1                                                       |                                                         |  |       |                                                  |                                                  |                                                  |                                                  |                                                  |  |
|  |                                                |                                                | Ñañas                                          | Ñañas                                          | 4                                              | 1 | 5                |                                                         |                                                         |                                                         |                                                         |                                                         |  |       |                                                  |                                                  |                                                  |                                                  |                                                  |  |
|  | Ñañas                                          | Ñañas                                          | Ñañas                                          | Ñañas                                          | 4                                              | 1 | 5                | 3                                                       | 1                                                       | 4                                                       |                                                         |                                                         |  |       |                                                  |                                                  |                                                  |                                                  |                                                  |  |
|  | Ñañas                                          | Ñañas                                          |                                                |                                                |                                                |   |                  |                                                         |                                                         | 4                                                       |                                                         |                                                         |  |       |                                                  |                                                  |                                                  |                                                  |                                                  |  |
|  | Liga de Quito                                  | Liga de Quito                                  | 0                                              | 0                                              | 0                                              |   |                  |                                                         |                                                         |                                                         |                                                         |                                                         |  |       |                                                  |                                                  |                                                  |                                                  |                                                  |  |
|  | Liga de Quito                                  | Liga de Quito                                  | 0                                              | 0                                              | 0                                              |   |                  |                                                         |                                                         |                                                         |                                                         |                                                         |  | Ñañas | Ñañas                                            | 0                                                | 3                                                | 3                                                |                                                  |  |
|  |                                                |                                                |                                                |                                                |                                                |   |                  |                                                         |                                                         |                                                         |                                                         |                                                         |  | Ñañas | Ñañas                                            | 0                                                | 3                                                | 3                                                |                                                  |  |
|  |                                                |                                                | Independiente del Valle                        | Independiente del Valle                        | 0                                              | 1 | 1                |                                                         |                                                         |                                                         |                                                         |                                                         |  |       |                                                  |                                                  |                                                  |                                                  |                                                  |  |
|  | Deportivo Ibarra                               | Deportivo Ibarra                               | Independiente del Valle                        | Independiente del Valle                        | 0                                              | 1 | 1                | 3                                                       | 2                                                       | 5                                                       |                                                         |                                                         |  |       |                                                  |                                                  |                                                  |                                                  |                                                  |  |
|  | Deportivo Ibarra                               | Deportivo Ibarra                               |                                                |                                                |                                                |   |                  |                                                         |                                                         | 5                                                       |                                                         |                                                         |  |       |                                                  |                                                  |                                                  |                                                  |                                                  |  |
|  | Quito                                          | Quito                                          | 1                                              | 0                                              | 1                                              |   |                  |                                                         |                                                         |                                                         |                                                         |                                                         |  |       |                                                  |                                                  |                                                  |                                                  |                                                  |  |
|  | Quito                                          | Quito                                          | 1                                              | 0                                              | 1                                              |   | Deportivo Ibarra | Deportivo Ibarra                                        | 2                                                       | 1                                                       | 3                                                       |                                                         |  |       |                                                  |                                                  |                                                  |                                                  |                                                  |  |
|  |                                                |                                                |                                                |                                                |                                                |   | Deportivo Ibarra | Deportivo Ibarra                                        | 2                                                       | 1                                                       | 3                                                       |                                                         |  |       |                                                  |                                                  |                                                  |                                                  |                                                  |  |
|  |                                                |                                                | Independiente del Valle                        | Independiente del Valle                        | 3                                              | 2 | 5                |                                                         |                                                         |                                                         |                                                         |                                                         |  |       |                                                  |                                                  |                                                  |                                                  |                                                  |  |
|  | Independiente del Valle                        | Independiente del Valle                        | Independiente del Valle                        | Independiente del Valle                        | 3                                              | 2 | 5                | 4                                                       | 2                                                       | 6                                                       |                                                         |                                                         |  |       |                                                  |                                                  |                                                  |                                                  |                                                  |  |
|  | Independiente del Valle                        | Independiente del Valle                        |                                                |                                                |                                                |   |                  |                                                         |                                                         | 6                                                       |                                                         |                                                         |  |       |                                                  |                                                  |                                                  |                                                  |                                                  |  |
|  | Universidad Católica                           | Universidad Católica                           | 1                                              | 3                                              | 4                                              |   |                  |                                                         |                                                         |                                                         |                                                         |                                                         |  |       |                                                  |                                                  |                                                  |                                                  |                                                  |  |
|  | Universidad Católica                           | Universidad Católica                           | 1                                              | 3                                              | 4                                              |   |                  |                                                         |                                                         |                                                         |                                                         |                                                         |  |       |                                                  |                                                  |                                                  |                                                  |                                                  |  |
|  |                                                |                                                |                                                |                                                |                                                |   |                  |                                                         |                                                         |                                                         |                                                         |                                                         |  |       |                                                  |                                                  |                                                  |                                                  |                                                  |  |

### Cuartos de final
- La hora de cada encuentro corresponde al huso horario que rige a Ecuador (UTC-5).

| Ida; 21 de agosto, 13:00 | Espuce | 0 – 1 | Barcelona | Estadio Guillermo Albornoz, Cayambe |  |

| Vuelta; 26 de agosto, 19:00 | Barcelona | 4 – 0 (Global 5 – 0) | Espuce | Estadio Monumental Banco Pichincha, Guayaquil |  |

| Ida; 21 de agosto, 14:00 | Universidad Católica | 1 – 4 | Independiente del Valle | Estadio General Rumiñahui, Sangolquí |  |

| Vuelta; 28 de agosto, 19:15 | Independiente del Valle | 2 – 3 (Global 6 – 4) | Universidad Católica | Estadio Banco Guayaquil, Sangolquí |  |

| Ida; 21 de agosto, 17:00 | Liga de Quito | 0 – 3 | Ñañas | Estadio Rodrigo Paz Delgado, Quito |  |

| Vuelta; 27 de agosto, 15:00 | Ñañas | 1 – 0 (Global 4 – 0) | Liga de Quito | Estadio Rumiñahui, Sangolquí |  |

| Ida; 21 de agosto, 11:00 | Quito | 1 – 3 | Deportivo Ibarra | Estadio General Rumiñahui, Sangolquí |  |

| Vuelta; 28 de agosto, 10:00 | Deportivo Ibarra | 2 – 0 (Global 5 – 1) | Quito | Estadio Olímpico, Ibarra |  |

### Semifinales
| Ida; 4 de septiembre, 15:00 | Ñañas | 4 – 0 | Barcelona | Estadio Rumiñahui, Sangolquí |  |

| Vuelta; 9 de septiembre, 19:00 | Barcelona | 1 – 1 (Global 1 – 5) | Ñañas | Estadio Christian Benítez, Guayaquil |  |

| Ida; 2 de septiembre, 19:00 | Deportivo Ibarra | 2 – 3 | Independiente del Valle | Estadio Olímpico, Ibarra |  |

| Vuelta; 10 de septiembre, 17:00 | Independiente del Valle | 2 – 1 (Global 5 – 3) | Deportivo Ibarra | Estadio Banco Guayaquil, Sangolquí |  |

### Final
| Ida; 18 de septiembre | Ñañas | 0 – 0 | Independiente del Valle | Estadio Rumiñahui, Sangolquí |  |
| 15:00                 |       |       |                         |                              |  |

| Vuelta; 25 de septiembre | Independiente del Valle | 1 – 3 (Global 1 – 3) | Ñañas | Estadio Banco Guayaquil, Sangolquí |  |
| 15:00                    |                         |                      |       |                                    |  |

|                                                  |
| [[Archivo:\|50px\|border\|Bandera de Pichincha]] |
| Campeón Ñañas 1.er título                        |